# Paranormal Activity 4
Paranormal Activity 4 – amerykański horror z 2012 r. w reżyserii Ariela Schulmana i Henry’ego Joosta. Film jest kontynuacją Paranormal Activity 2 i czwartym z kolei obrazem filmowej serii.

## Obsada
- Katie Featherston jako Katie
- Kathryn Newton jako Alex
- Brady Allen jako Robbie
- Matt Shively jako Ben
- Aiden Lovekamp jako Wyatt/Hunter
- Alexondra Lee jako Holly
- Stephen Dunham jako Doug

## Fabuła
Akcja filmu rozgrywa się pięć lat po wydarzeniach z części drugiej, która zakończyła się porwaniem przez Katie małego Huntera. Teraz kobieta razem z dzieckiem (nazywanym Robbie) przenosi się do nowego domu. Tymczasem ich sąsiedzi, Alex i jej matka, zaczynają doświadczać w swoim domu paranormalnych zjawisk. Została użyta technologia Kinect, widziana w trailerze #2.

## Produkcja
2 stycznia 2012 r. wytwórnia Paramount Pictures ogłosiła, że rozpoczęły się prace na czwartą częścią Paranormal Activity. Nie ujawniono jednak zbyt wielu informacji dotyczących fabuły ani obsady, poza stwierdzeniem, że Brady Allen wcieli się w postać Robbie’go. Potwierdzono również występ Katie Featherston. Pozostali członkowie obsady nie zostali ujawnieni, żeby nie sugerować fanom fabuły. Reżyserami zostali wybrani twórcy poprzedniej części, Henry Joost i Ariel Schulman.
23 czerwca 2012 r. potwierdzono, że ruszyły zdjęcia do czwartej części. 1 sierpnia pojawił się pierwszy zwiastun nowego filmu, który potwierdził przypuszczenia wielu fanów, że będzie kontynuacja Paranormal Activity 2.